# Parc national De Hoge Veluwe
 (janvier 2023).
Le parc national De Hoge Veluwe (en néerlandais : Nationaal Park De Hoge Veluwe) est l'un des plus grands parcs nationaux des Pays-Bas, s'étendant sur 54,5 km² de dunes et forêts achetées par Hélène Kröller-Müller et Anton Kröller au début du XXe siècle et légués à l'État en 1935.
Le parc abrite des paysages uniques aux Pays-Bas et, bien que clôturé, il constitue l'un des grands noyaux du réseau écologique néerlandais. Il abrite de nombreuses espèces protégées, des habitats protégés (Natura 2000) et a contribué par son Centre d'interprétation à sensibiliser plusieurs millions de personnes à la restauration et protection de l'environnement et plus particulièrement à la restauration de la naturalité des paysages, qui est caractéristique de ce site.

Le parc allie nature et culture avec le réputé musée Kröller-Müller situé en son centre.

## Situation

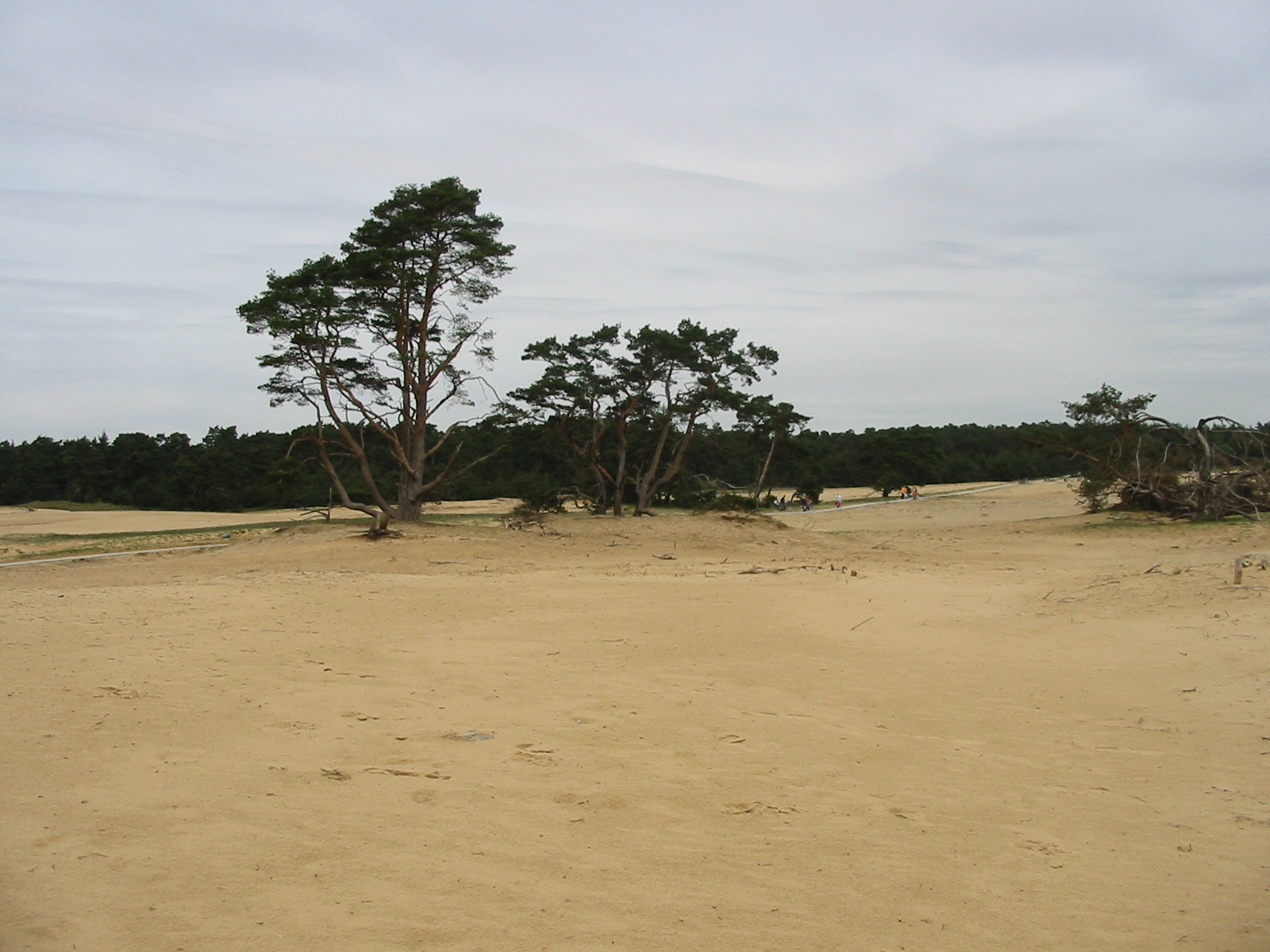
Étendue sableuse, partie centrale (nord-ouest) du parc.

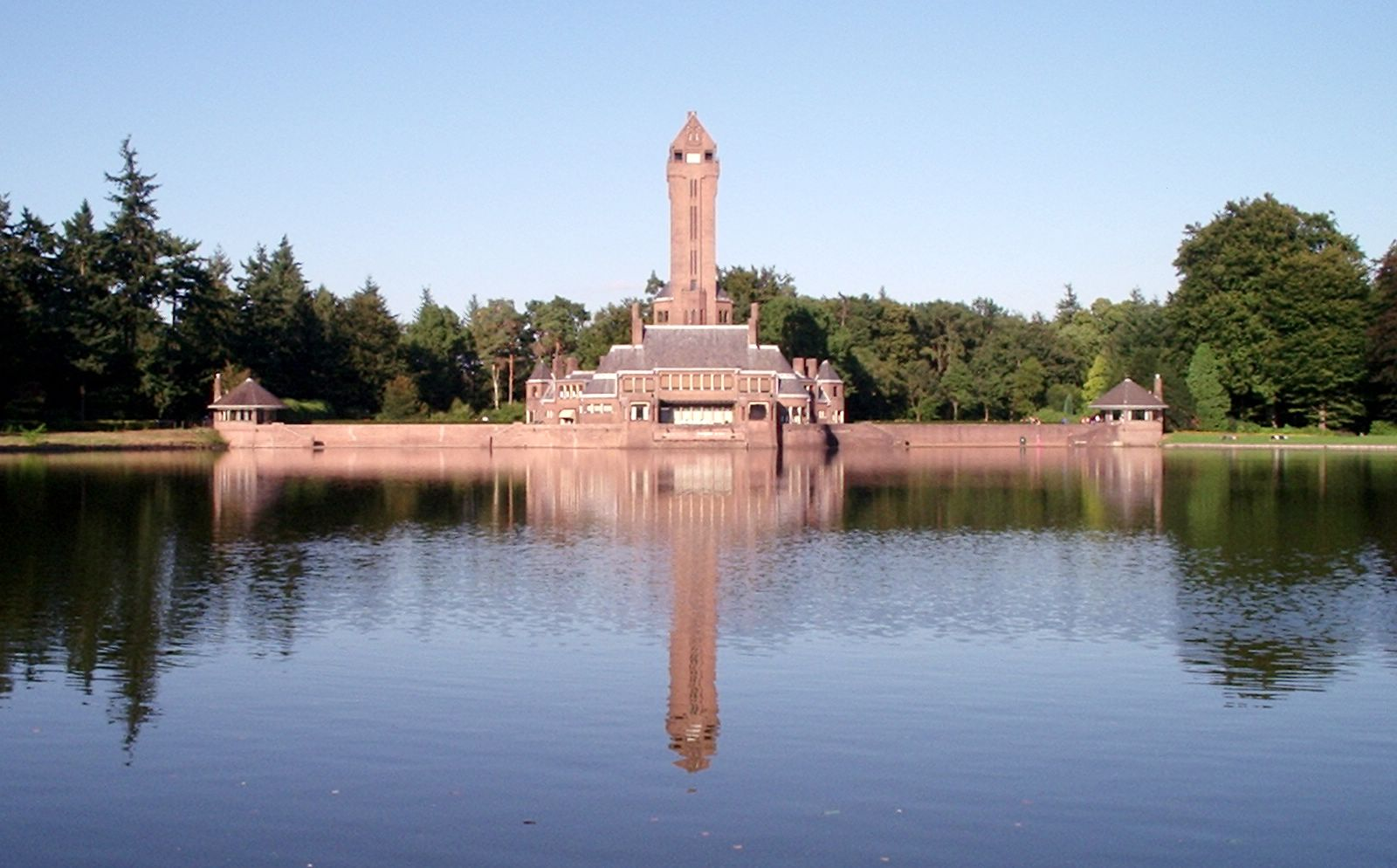
Pavillon Saint-Hubert, maison du couple Kröller-Müller.

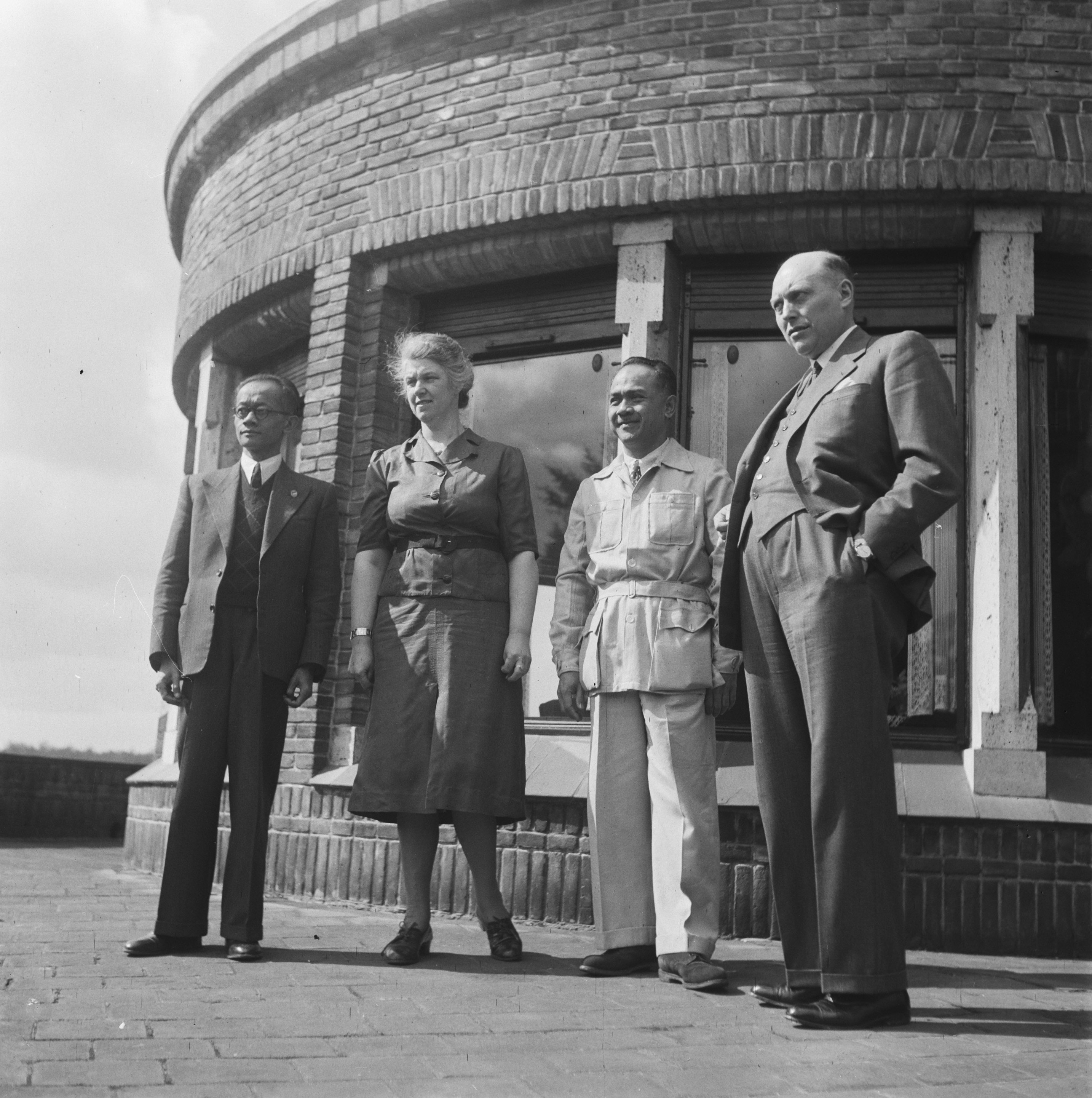
Photo prise à l'occasion d'une Conférence sur les Indes orientales néerlandaises, dans l'ancien relais de Chasse Saint-Hubert, au Hoge Veluwe (Prof. Schermerhorn et son épouse, et participants indonésiens)

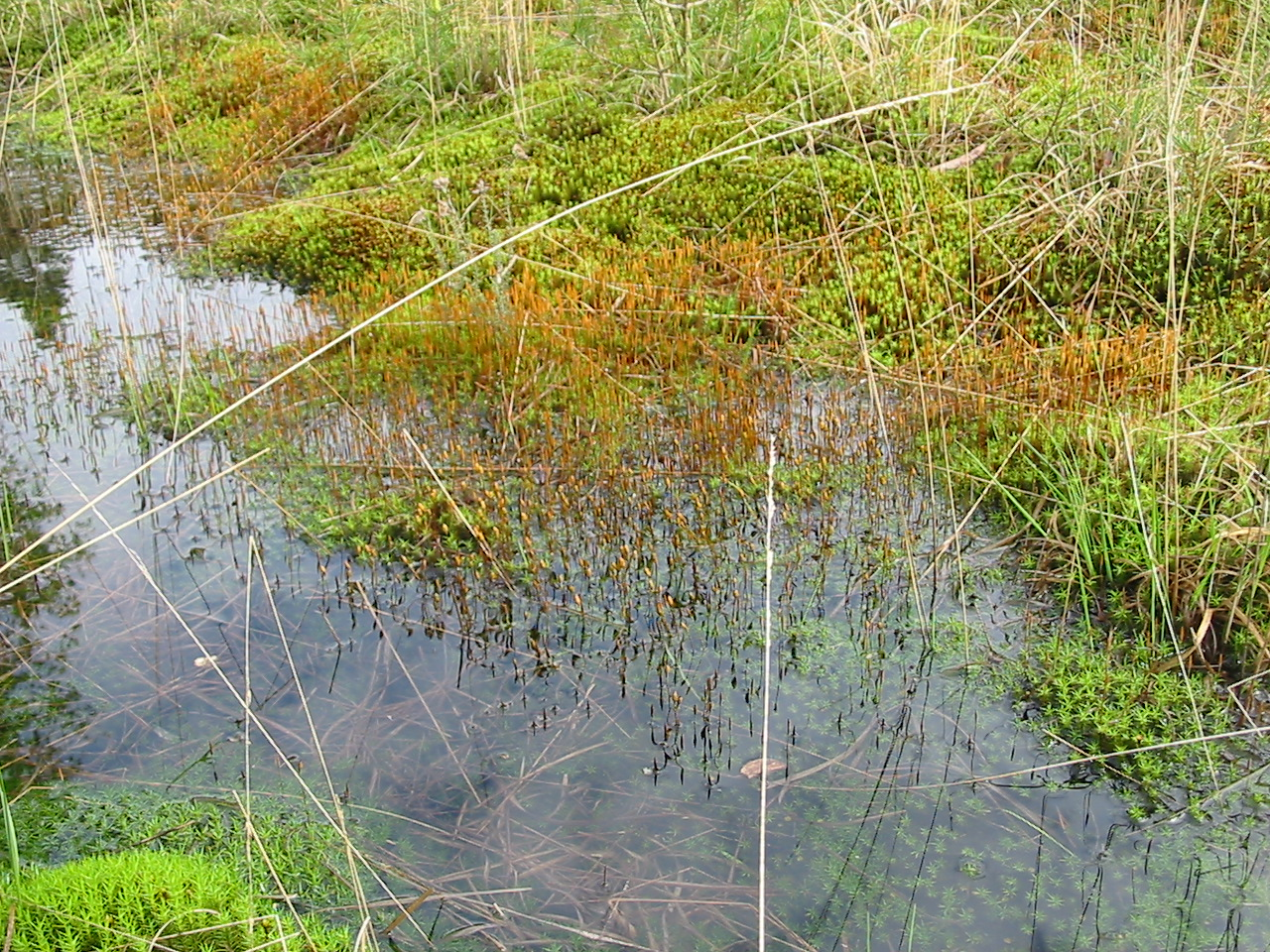
Le parc est plutôt constitué de zones assez sèches, voire arides, mais quelques zones humides (ici tourbière à sphaignes) permettent aux animaux de s’abreuver.

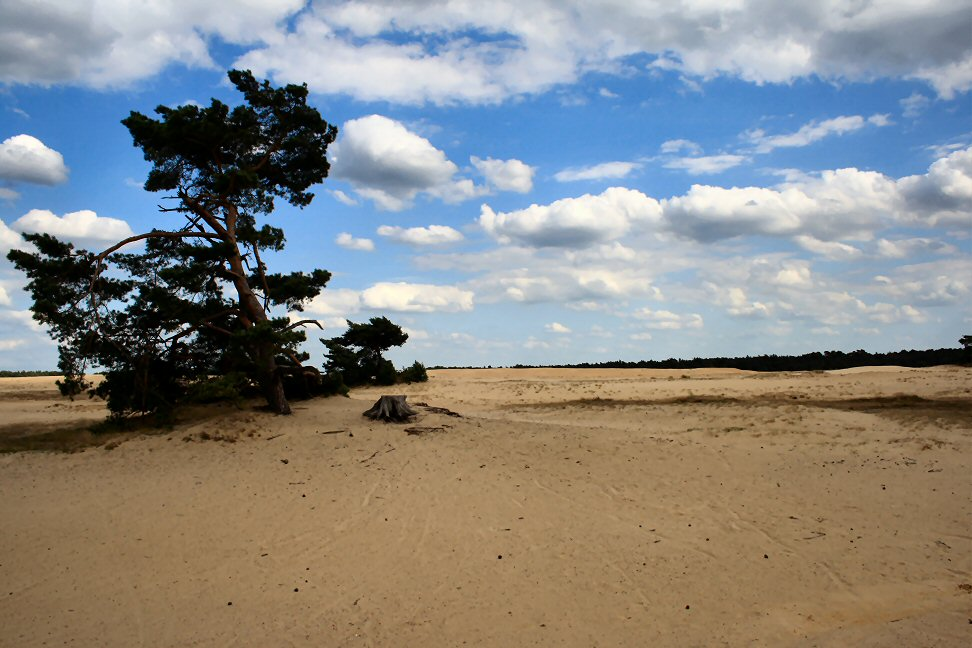
Le paysage de la mer de sable rappelle certaines zones subsahéliennes.

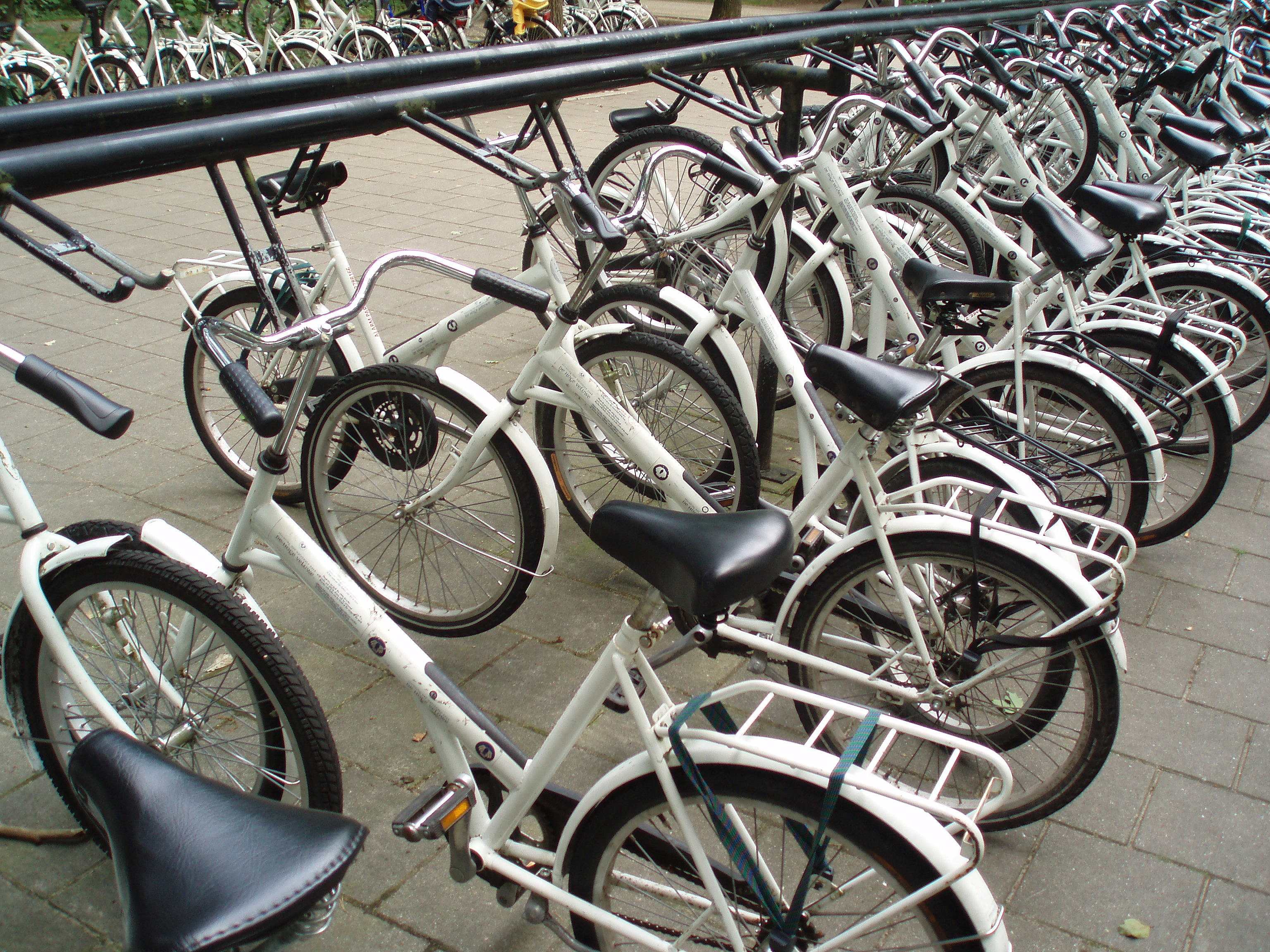
Plus de 2000 vélos blancs sont prêtés au public qui peut ainsi circuler sur près de 50 km de pistes macadamisées.

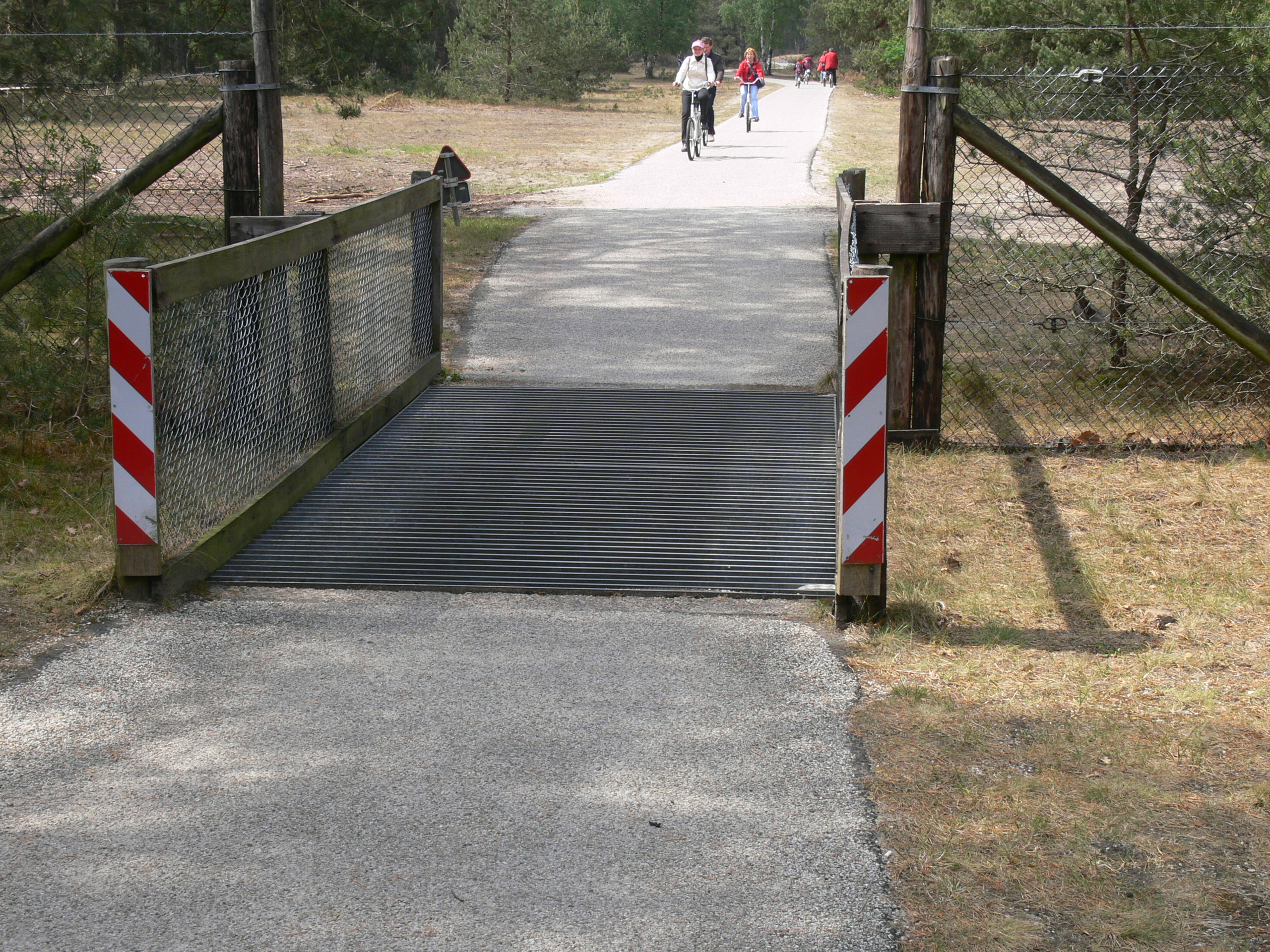
Les « pas canadiens » confinent les grands animaux dans les zones moins fréquentées par le public.

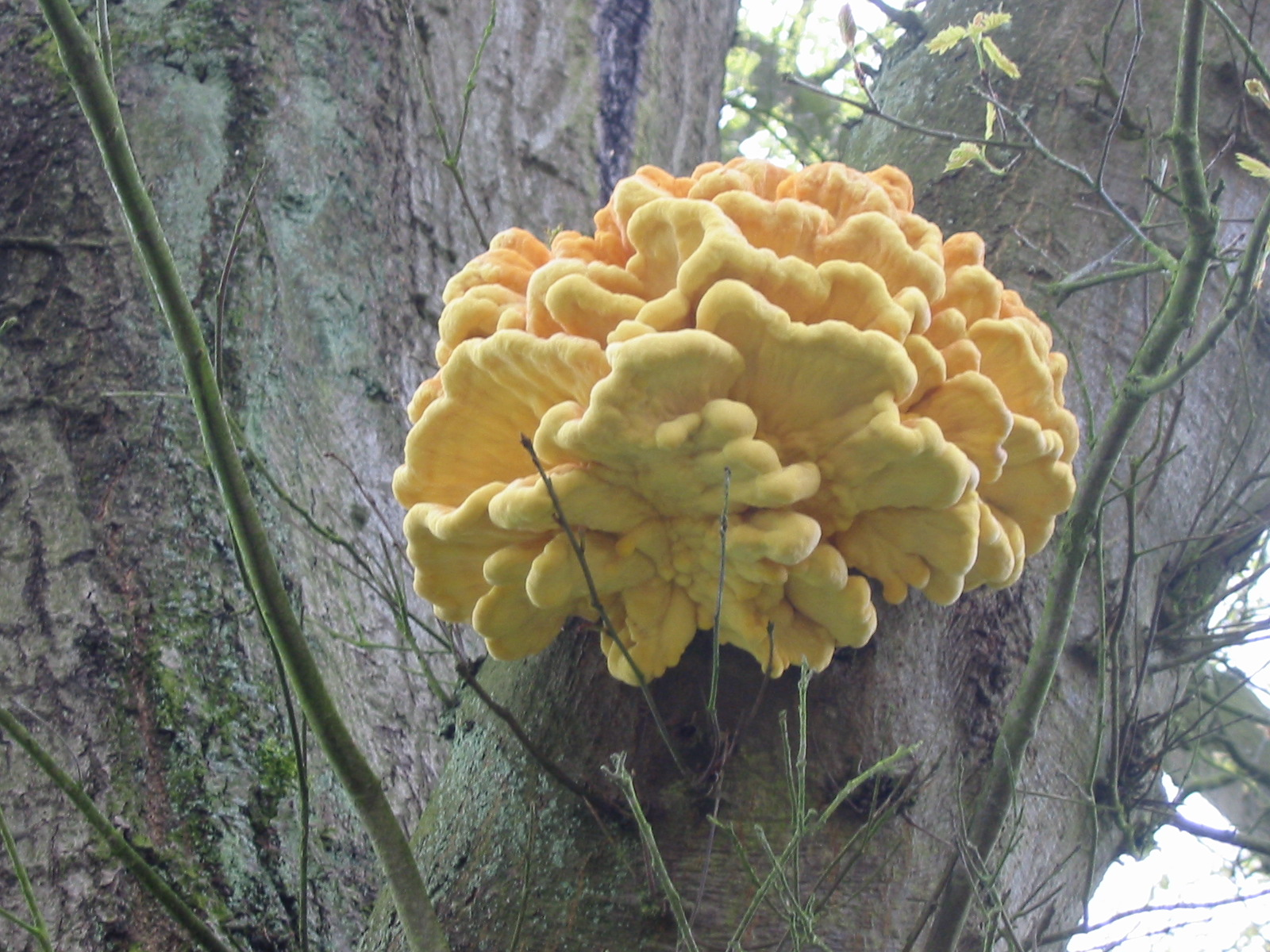
La gestion restauratoire conserve des quantités importantes de bois mort, permettant la vie d’insectes et champignons xylophages facilement observables.

Au cœur des Pays-Bas, dans la province de Gueldre, en haute Veluwe, le parc est situé près d'Arnhem, entre Ede et Apeldoorn. Il y a trois entrées du parc qui sont totalement clôturées pour que les grands animaux ne s'en échappent pas.
Il y a peu de routes carrossables dans le parc, mais l'utilisation du vélo est encouragée par environ 40 km de pistes cyclables ouvertes aux visiteurs.
Une enclave contient une zone militaire : la base de Deelen (armée de l'air).

## Accueil
Au cœur du parc, accessible en bus ou à vélo (personnel ou en « vélo blanc » prêté par le parc, selon un principe jugé exemplaire dans d'autres pays) à partir des trois points d'entrée (payante), un centre d'interprétation et un musée accueillent le public sept jours sur sept (avec restauration, boutique, commodités, plans). Trente-huit personnes (en 2007) s'y relayent pour un total de 80 en incluant gestionnaires et administratifs, auxquels il faut ajouter vingt saisonniers et 400 volontaires actifs.
Quelque 500 000 visiteurs par an sont nécessaires à l'équilibre financier de la structure (hors musée d'art).
Deux jours sont nécessaires pour faire le tour du parc à vélo et succinctement visiter le musée (dont les expositions sont régulièrement renouvelées grâce au riche fonds légué par le couple Kröller-Müller). Les nombreux chemins sont des boucles ramenant à ce point, aux entrées ou au pavillon Saint-Hubert. Des guides peuvent permettre de voir plus facilement les grands animaux et les particularités du parc. Les visiteurs ne sont pas autorisés à passer la nuit dans le parc.
Le parc lui-même est interdit aux chiens, mais ceux-ci ont accès à la zone centrale (centrum), avec un point d'abreuvement qui leur est destiné.

## Histoire
Une grande sécheresse, puis une violente tempête ont transformé en poussière et emporté des milliers d'hectares de sols agricoles fragiles dans cette région au début du XXe siècle. Ceci a permis au couple Kröller-Müller, qui avait fait fortune dans les affaires maritimes, d'acheter environ 5 000 ha de terrain pour les reboiser et les enclore d'un mur, afin d'y maintenir de grands animaux pour la chasse, animaux qui avaient disparu des Pays-Bas à l'époque. Mme Müller avait de son côté un grand projet de musée qui n'a pas pu être mené à terme. Après une faillite, le couple a proposé à une fondation, avec l'aide de l'État néerlandais, de poursuivre son œuvre, à condition que le parc et le musée restent ouverts au public. Le parc conserve le relief dunaire des sables remodelés par les vents et une vaste zone sableuse est volontairement conservée dénuée de végétation.

## Écologie
Les paysages du parc sont d'autant plus exceptionnels d'un point de vue scientifique et paysager qu'ils se sont constitués dans des milieux autrefois très anthropisés et qu'ils se trouvent dans l'un des pays les plus densément urbanisés d'Europe. Les gestionnaires du parc ont fait le choix de conserver les milieux liés au substrat sableux affleurant, y compris via des opérations de gestions radicales (décapages, suppression de jeunes arbres).
Il s'agit de l'une des zones des Pays-Bas et de l'Europe de l'Ouest où l'environnement nocturne est le mieux préservé de la pollution lumineuse.
Le parc est néanmoins jouxté par des terrains militaires qui servent de zone d'entraînement aux engins militaires de l'armée néerlandaise et de l'OTAN, ce qui lors des exercices de tir est source de nuisances sonores, et de pollution de l'air liée aux amorces de munitions et aux fumées de tir et d'explosifs).

## Habitats, services écosystémiques

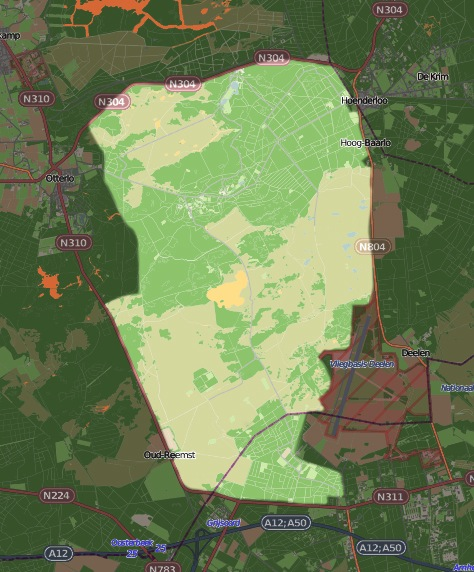
Carte du parc.

À la demande du projet commandé par la province de Gueldre, la carte de la végétation, la carte des sols ont été croisées avec le matériel cartographique historique, pour produire une cartographie des habitats du site dans le réseau Natura 2000.
Le Hoge Veluwe (forêt d'Otterlose incluse) comprend environ 2000 ha d'habitats remarquables labellisés Natura 2000 (37 % de la superficie totale) ; répartis en 11 types d'habitat :
- 335 ha d'arbustes sur sables volants (H2310),
- 985 ha de dunes de sable (H2330)
- 10 ha de tourbières acides (H3160)
- 46 ha de landes humides (H4010A)
- 174 ha de landes sèches (H4030)
- 10 ha de genévriers (H5130)
- 170 ha de pelouse rase (H6230),
- 1 ha de hautes-fagnes actives à bruyères (H7110B),
- moins de 1 ha de milieu pionnier à Rhynchospora (H7150)
- 7 hectares de forêts de hêtres et de chênes avec houx (H9120)
- 260 hectares de vieilles forêts de chênes (H9190).

Certains de ces habitats se chevauchent ou peuvent être mouvants (ex : dune poussées par le vent)
Au début des années 2000, dans le cadre d'un projet Interreg « HEATH », à partir des cartes d'habitats et de végétation du parc, Joe Luttik (Alterra, Wanigeningen) a cherché à évaluer les services écosystémiques fournis dans le parc par les landes sèches et humides, milieux autrefois considérés comme de très faible intérêt agro-économique : situé en périphérie d'une capitale (Amsterdam), ce parc génère 2,3 millions de tonnes de bois, 130 millions de m3 d’eau potable, 9 000 emplois dans le secteur du tourisme et accueille un million de visiteurs, pour environ 534 millions d’euros de chiffre d’affaires. Selon J Luttik le Hoge Veluwe est donc un exemple de parc et de lande dont la gestion et la persistance s'inscrivent résolument dans une économie libérale, avec une relative privatisation de la nature et de son exploitation via des entrées payantes et contrôlées.

## Flore
Un grand nombre d'espèces y sont présentes, qui font l'objet d'inventaires naturalistes au moins depuis 1964 (publication de la 1re carte détaillée de la flore du Hoge Veluwe, par le botaniste Sieuwke van der Werf non disponible en version numérique, mise à jour en 1981 avec l'aide de l'imagerie satellitale et de photos aériennes (fausses couleurs) ainsi qu'à l'aide de relevés botaniques et phytosociologiques faits in situ,. Cette carte a à nouveau été mise à jour 10 ans plus tard (en 1991) puis numérisée, avant une nouvelle mise à jour en 2006.
On a ainsi pu montrer qu'après une période d'intense évolution, les changements dans les surfaces de végétation courte de 1981 à 2006 sont restés relativement "minimes", résultant même principalement de différences dans l'interprétation des unités de la carte. La proportion des forêts est stable depuis 1992. 
Cette stabilité résulte de la présence de petits et grands herbivores et du plan de gestion qui a été conçu pour conserver (restaurer (via des étrépages par exemple quand c'est nécessaire) la flore sur sable affleurant, les landes sèches, landes humides et les prairies qui sont caractéristiques du Parc.
Une des spécificités floristiques et écopaysagères du Parc est la présence d'une flore pionnières inhabituelle, typique des milieux oligotrophes devenus de plus en plus rare en Europe en raison d'une eutrophisation générale des milieux. Cette flore est ici entretenue sur de vastes zones de sables nus et pauvres, fréquemment remobilisés par le vent et l'érosion, sous la forme d'unestrate, parfois très rase, de mousses et lichens avec notamment des espèces des genres Corynephorus, Cladonia, Deschampsia, Galium, Calluna, Molinia, Erica ; avec des tapis d'éricacées et de sphaigne pouvant se former là où ce sable forme des dépressions inondées.
Le promeneur peut dans le parc observer le dégradé complet du sable nu (éventuellement formant des dunes) jusqu'à la forêt de chêne, hêtre et houx avec aussi quelques zones de tourbières ou zones para-tourbeuses.

## Faune
Outre de nombreux animaux sauvages qui ont naturellement colonisé le parc (renards, mustélidés, écureuils, reptiles, amphibiens, invertébrés, etc), A. Kröller, d’abord pour les besoins de ses chasses personnelles puis pour le plaisir de les observer en liberté, y a introduit des cerfs, des sangliers et des mouflons corse qui parcourent la plus grande partie du parc en liberté.
Le Hoge Veluwe est devenu une référence pour de nombreux autres grands parcs péri-urbains et pour les spécialistes du génie écologique et de la gestion différenciée tant c'est un véritable laboratoire à ciel ouvert, où l'on peut mesurer et observer à grande échelle les phénomènes de résilience écologique et les résultats des techniques de génie écologique quotidiennement mises en œuvre par les gestionnaires du parc.
Sept observatoires intégrés dans le paysage ont été construits par le parc avec des bénévoles pour observer les grands animaux.
Ce lieu, en raison de sa taille et de son degré de naturalité est aussi devenu un lieu d'études scientifiques, dont sur des sujets aussi variés que l'étude et la modélisation de la répartition du moustique anophèle Anopheles plumbeus aux Pays-Bas,, l'étude des évolutions de la morphologie de l'aile d'oiseaux migrateurs à grande distance ou de la sélection phénotypique, l'évolution adaptative chez les oiseaux face aux parasitoïdes (résumé), l'étude des services écosystémiques offerts par ce type de milieu (notamment pour sa contribution au retour d'une vie sauvage et de la naturalité dans des régions très anthropisées et en Europe), ou encore l'étude du comportement alimentaire du blaireau, d'une moindre transmission de la maladie de lyme par les tiques Ixodes dans un milieu fréquenté par des bovins.
La réserve héberge également depuis plusieurs années des loups.

## Aspects culturels

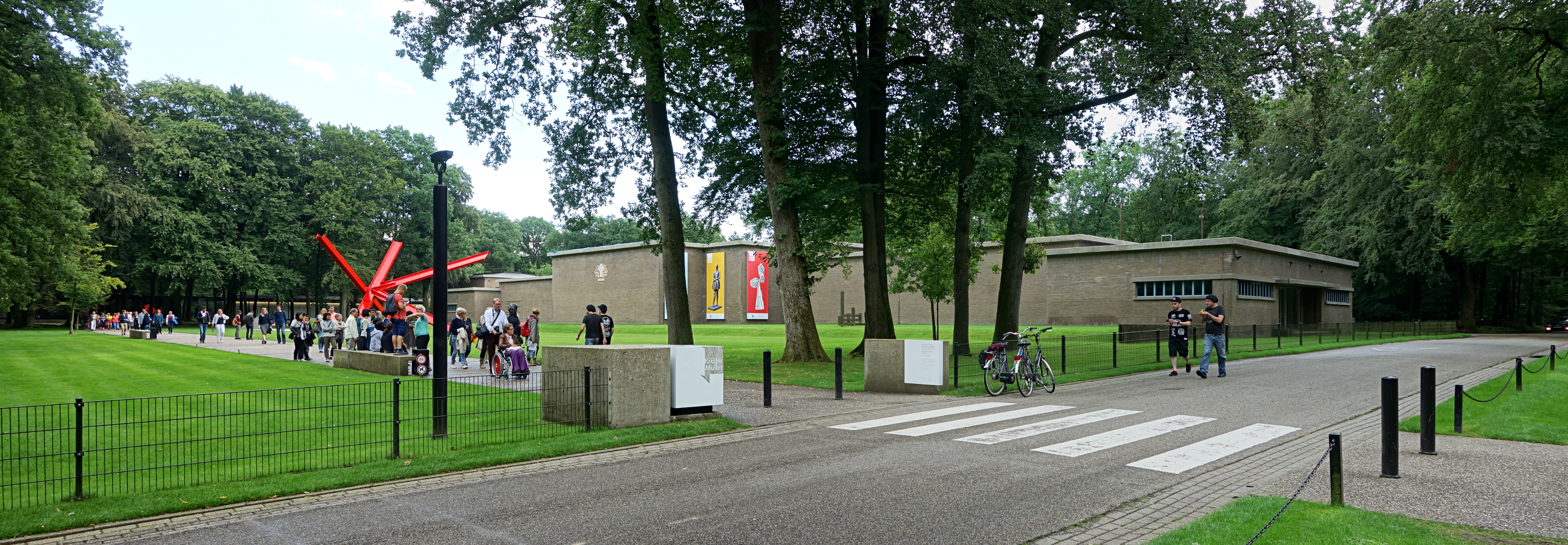
Musée Kröller-Müller

Musée : Le musée Kröller-Müller est moins fastueux que ce que prévoyait Hélène Müller, une faillite familiale ayant interrompu le projet initial, mais l’État néerlandais a permis la construction d’un bâtiment et d’une fondation qui ont jusqu’à aujourd’hui conservé des collections notoirement riches en tableaux de Vincent van Gogh, Pablo Picasso et Piet Mondrian.
Jardin de sculptures : Dans une partie plus aménagée du parc et protégée des grands animaux, contre le musée, un jardin des sculptures a été aménagé où l’on peut contempler en plein air des œuvres monumentales d’Auguste Rodin, Henry Moore et d’autres artistes célèbres nés dans les années 1900.
Le pavillon Saint-Hubert (Jachthuis St. Hubertus) construit par l'architecte H. P. Berlage (né le 21 février 1856 à  Amsterdam ; mort le 12 août 1934 à La Haye)  est — avec le musée — la seconde grande construction du parc.
Isolé au milieu des bois, il a été voulu par Mme Kröller-Müller, collectionneuse passionnée, comme rassemblant harmonieusement le goût de la nature et celui de l’art. Il abrite les anciens appartements de M. et Mme Kröller-Müller richement meublés et décorés, faisant face à une grande pièce d’eau.

## Galerie

### Paysages

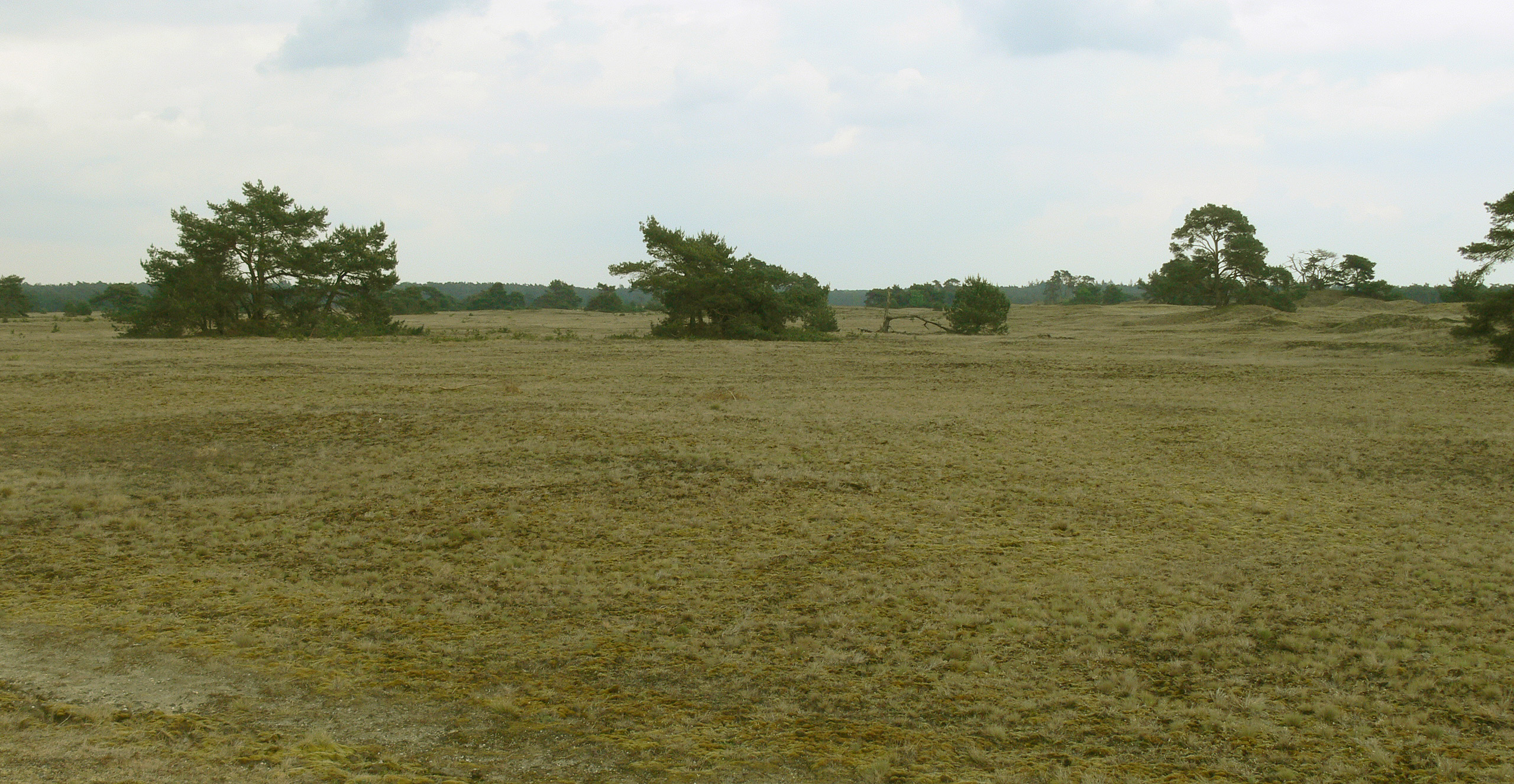
Paysage ouvert, riche en mousses et lichens
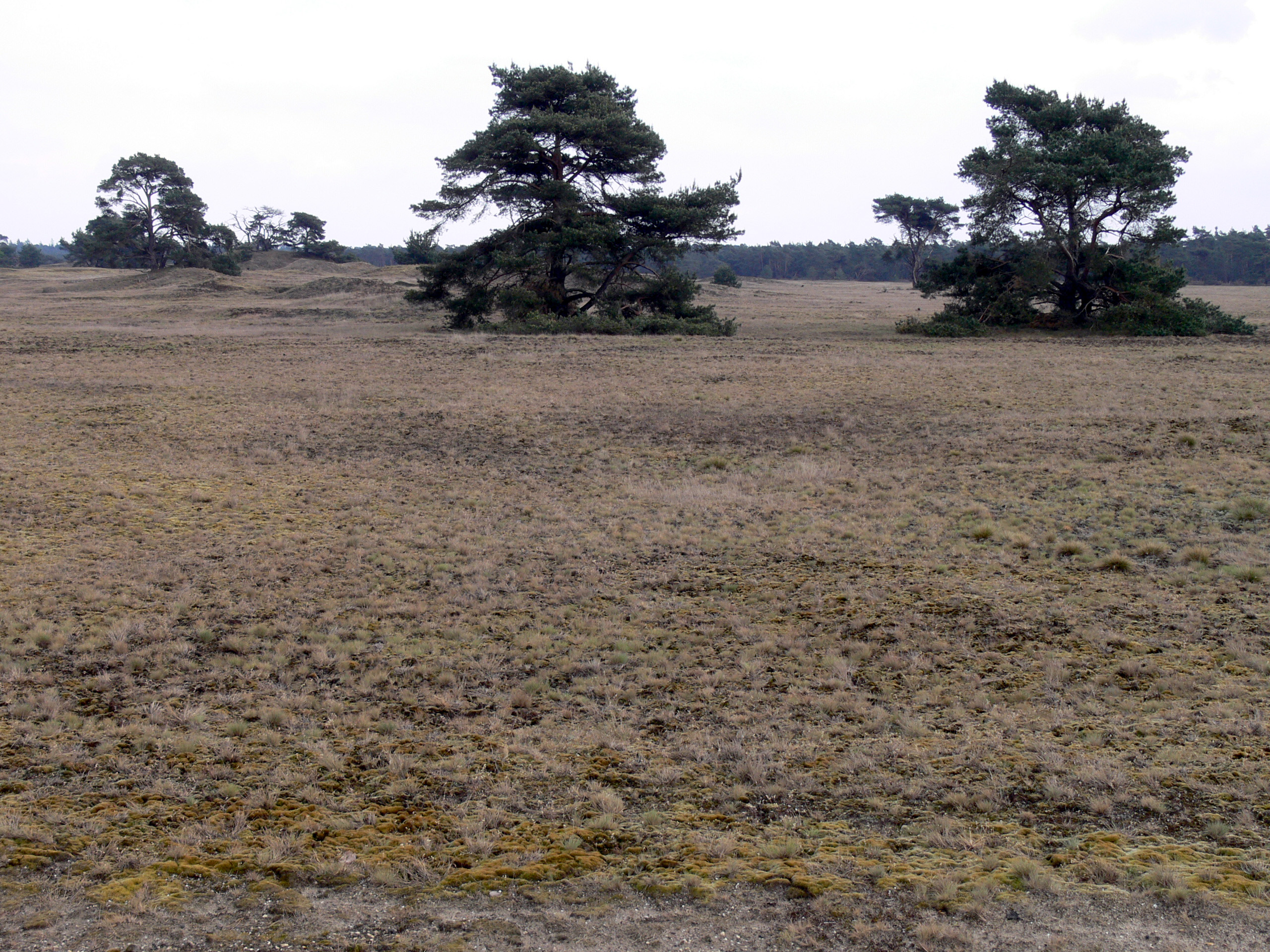
Paysage ouvert, au sol pauvre, modelé par le vent
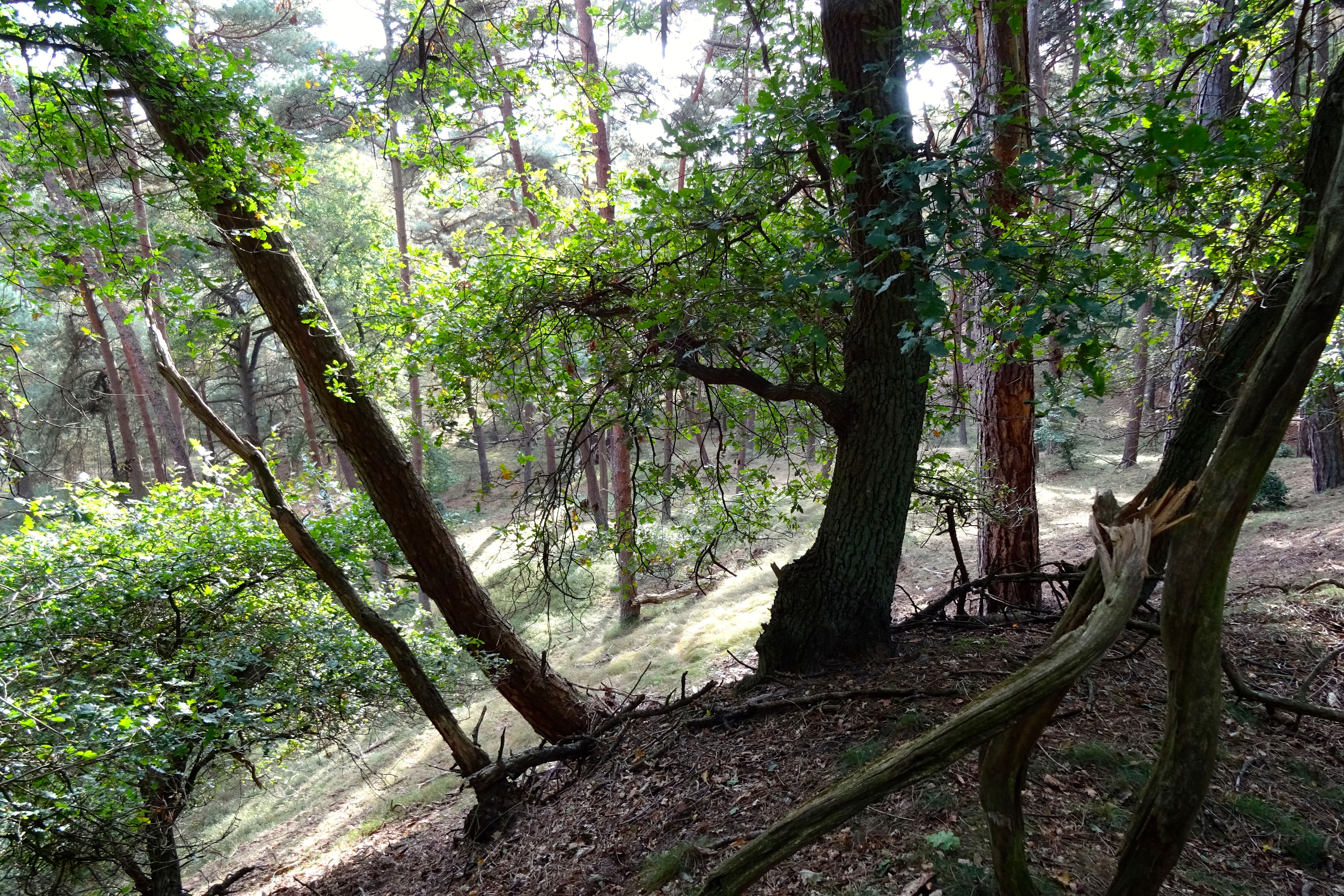
Forêt d'Otterlose
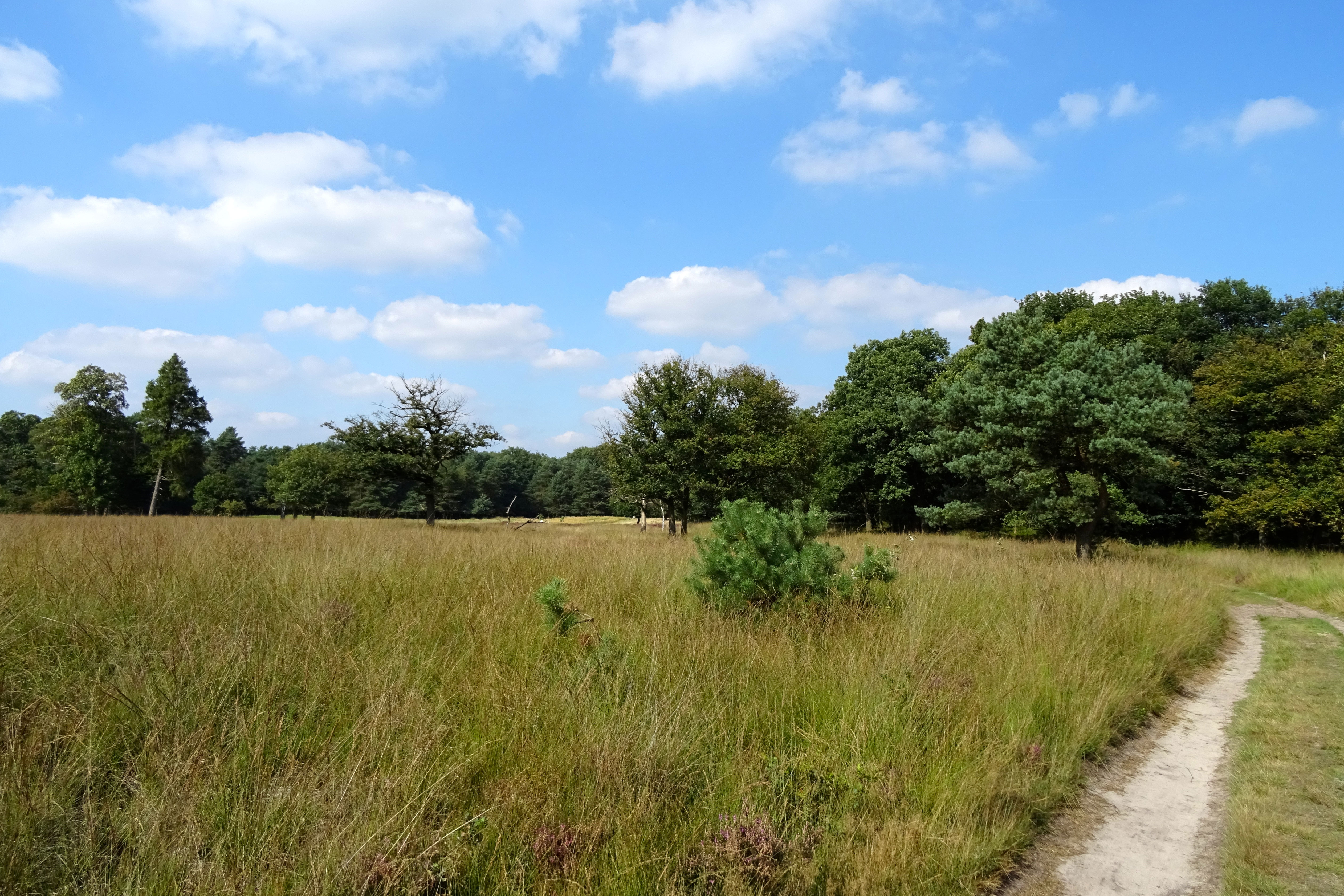
Paysage prairial et de lisière
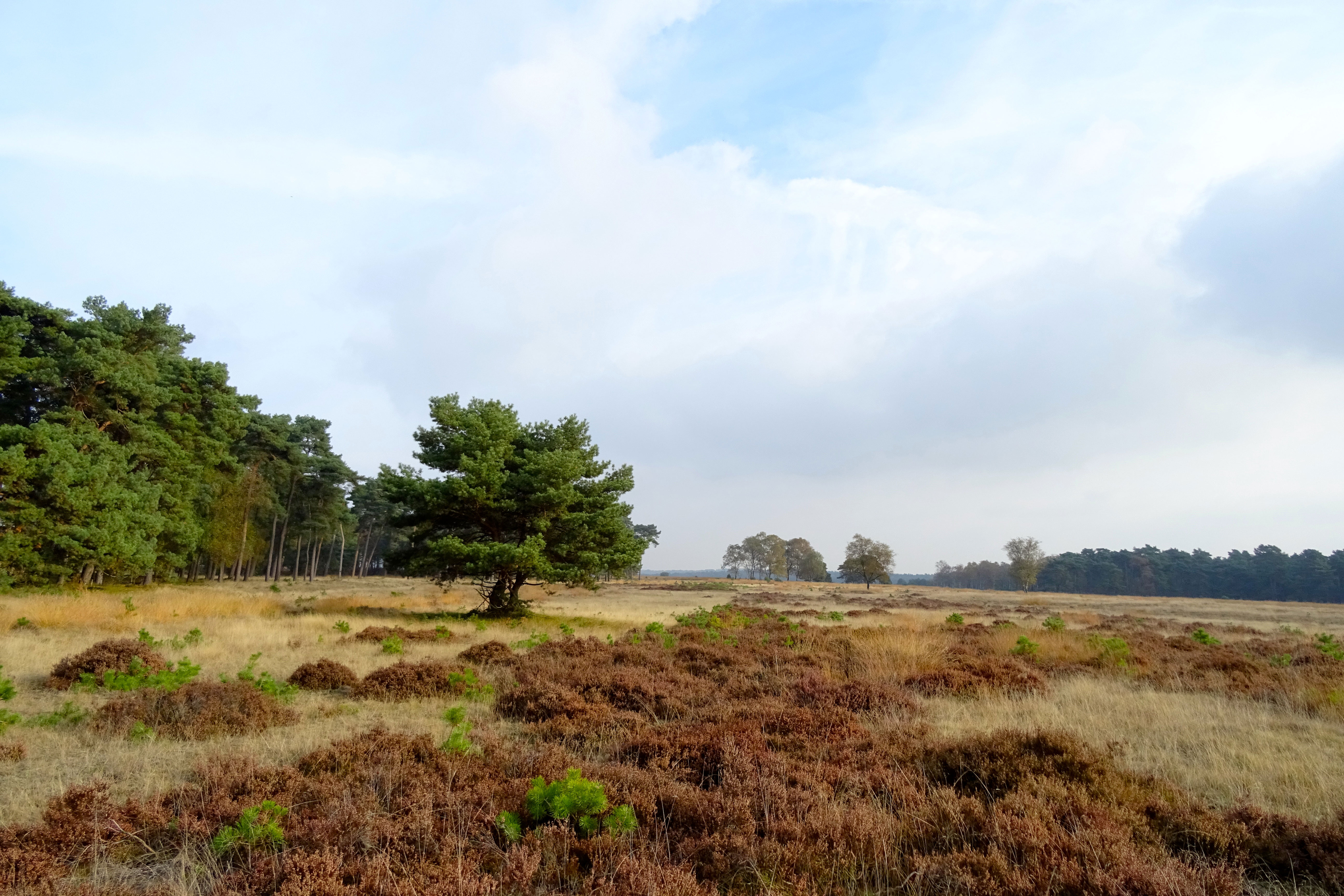
Lande ouverte
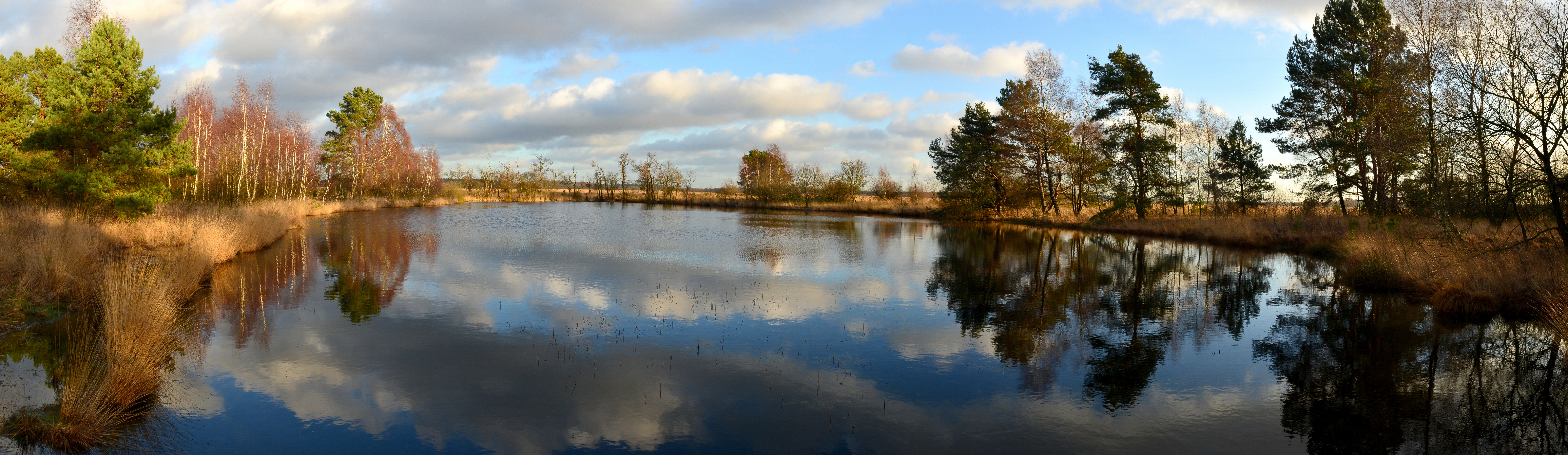
Mare

### Faune

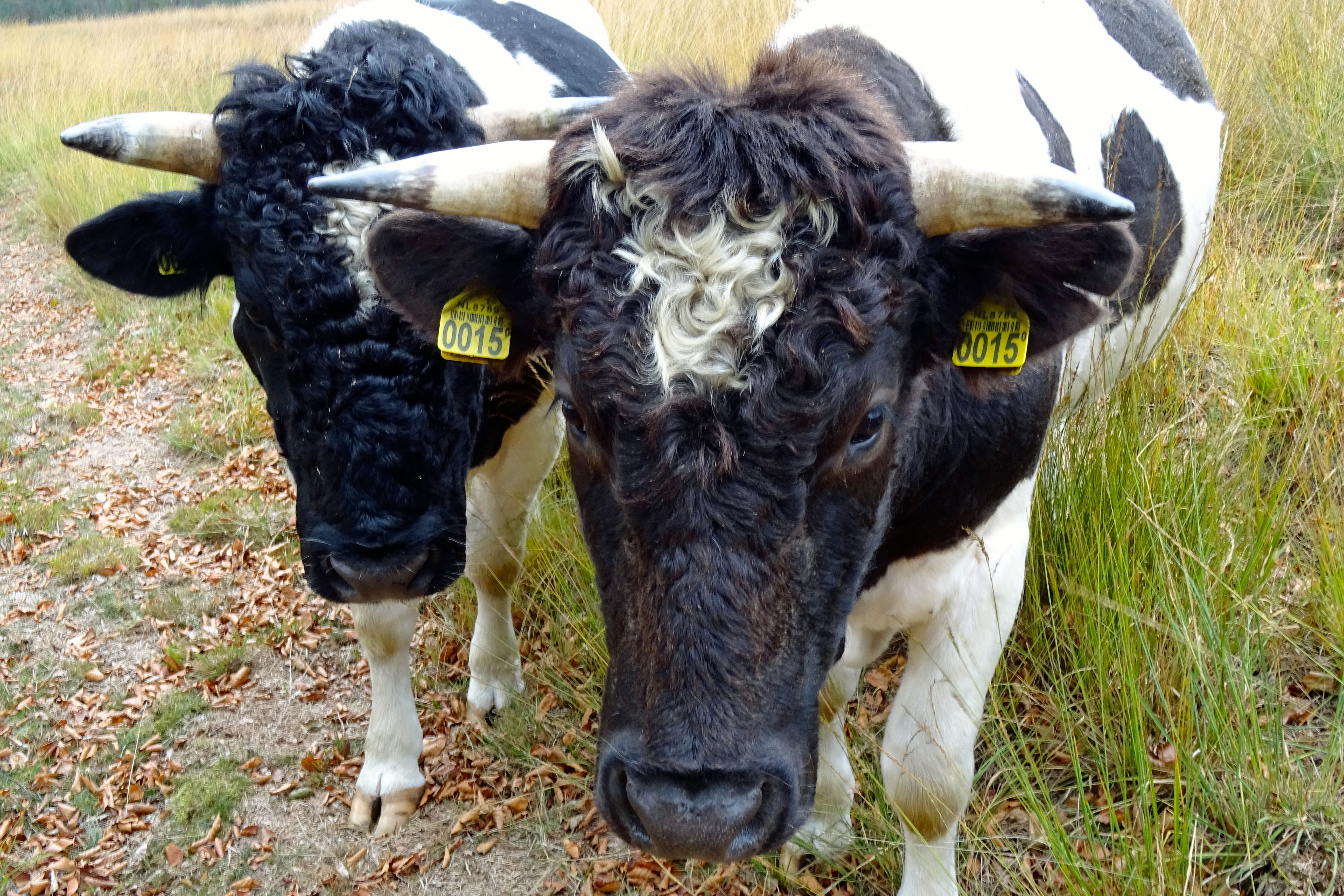
Vaches (sur le Oud-Reemsterveld)
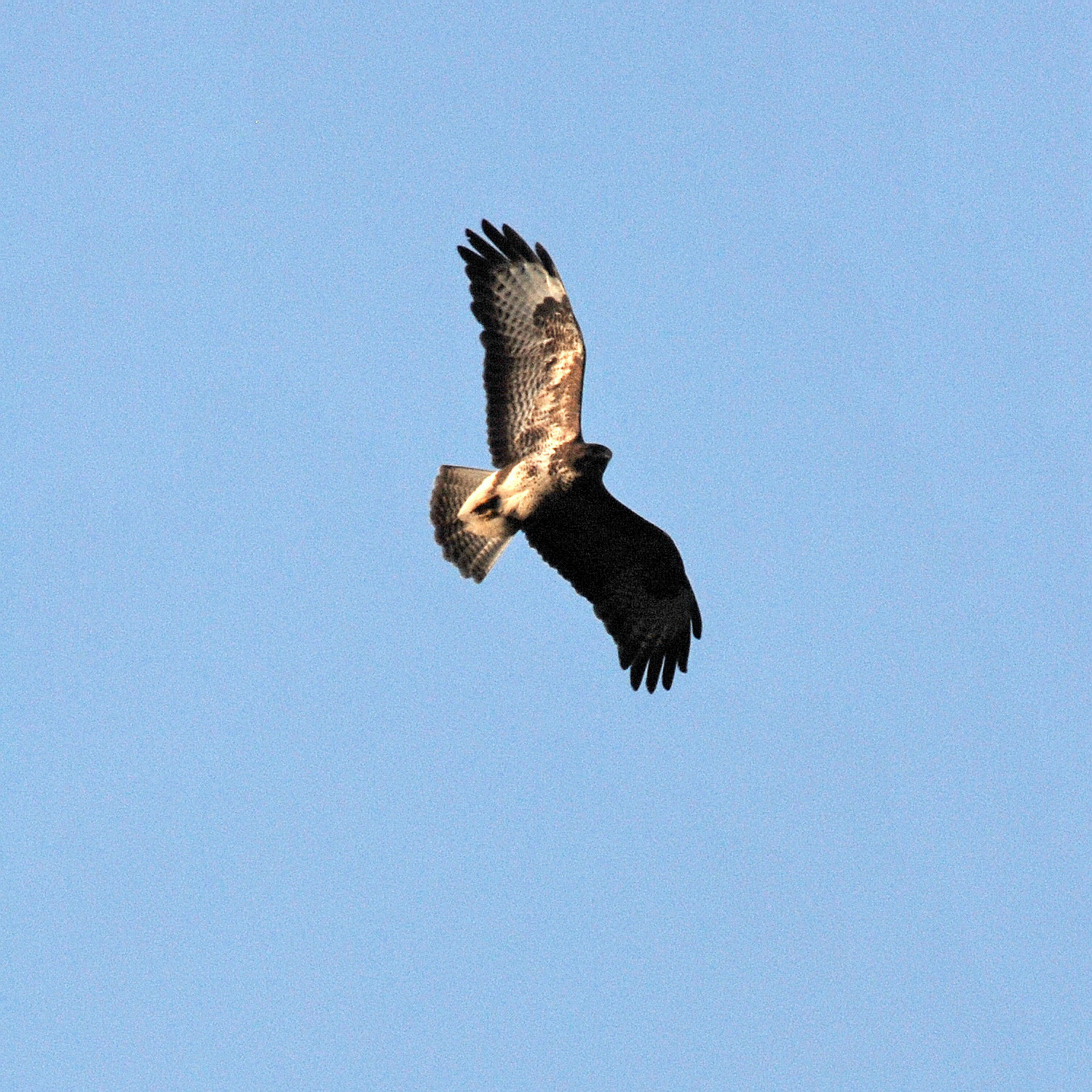
Buzard (Buteo buteo)
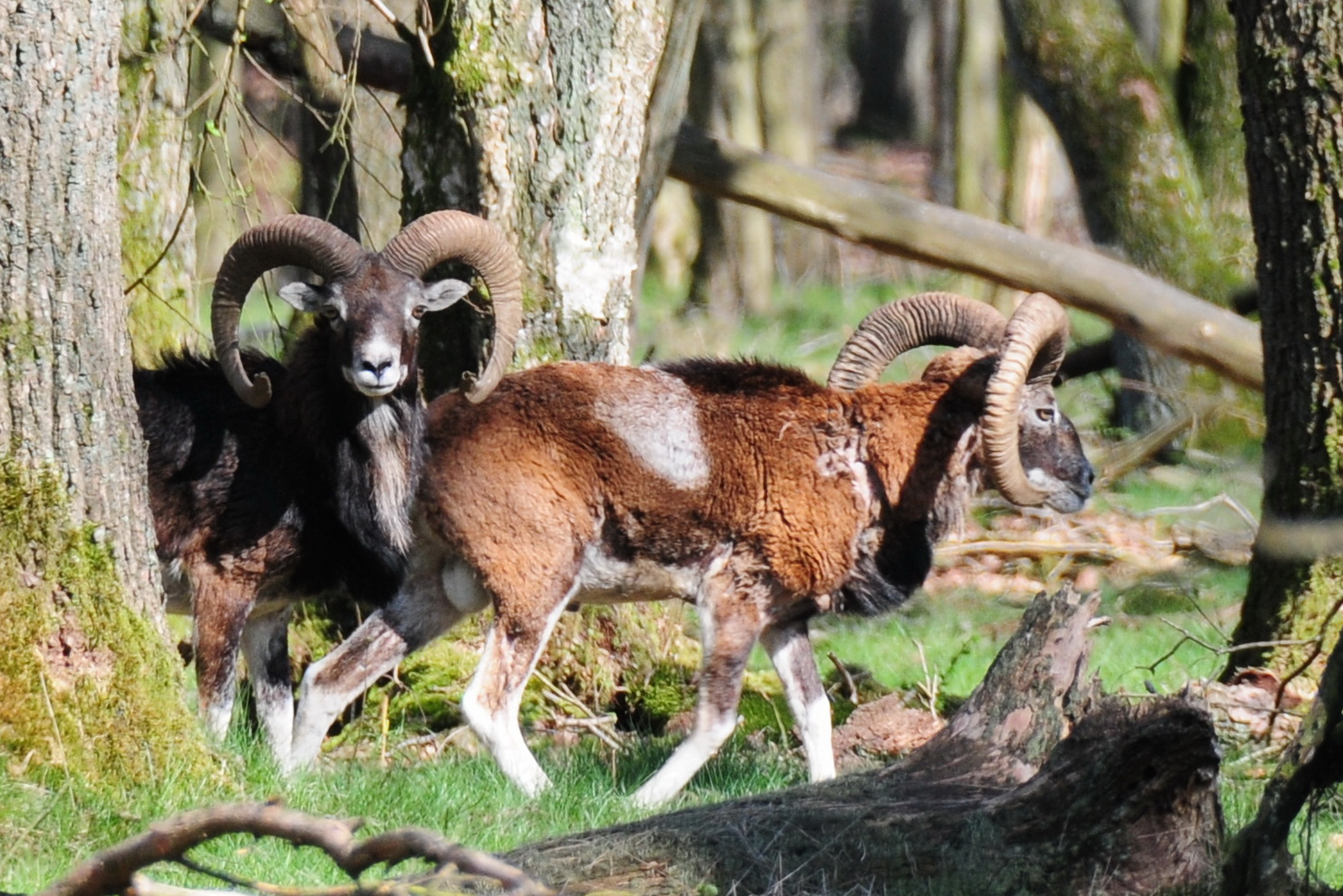
Mouflons
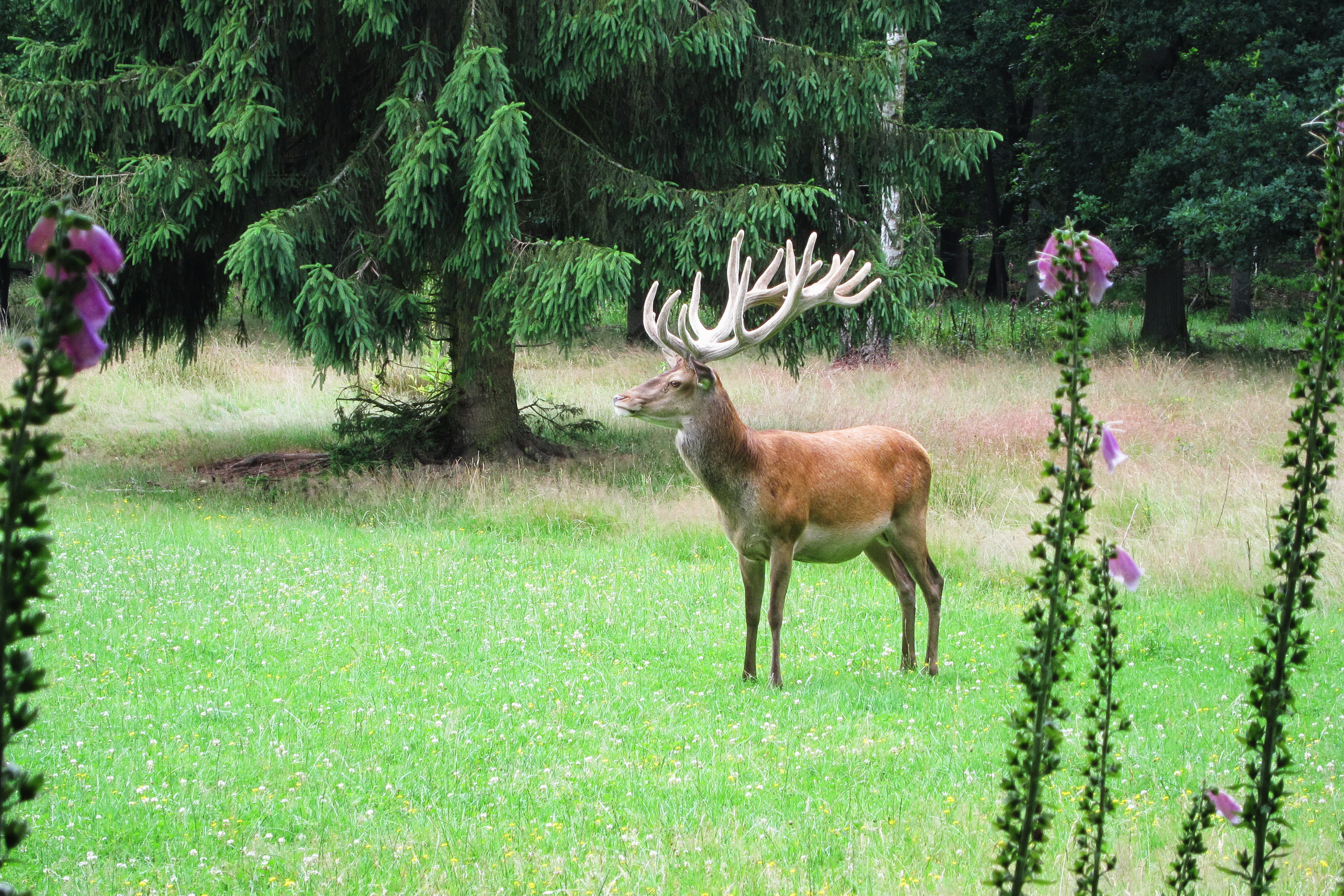
Cerf

### Flore

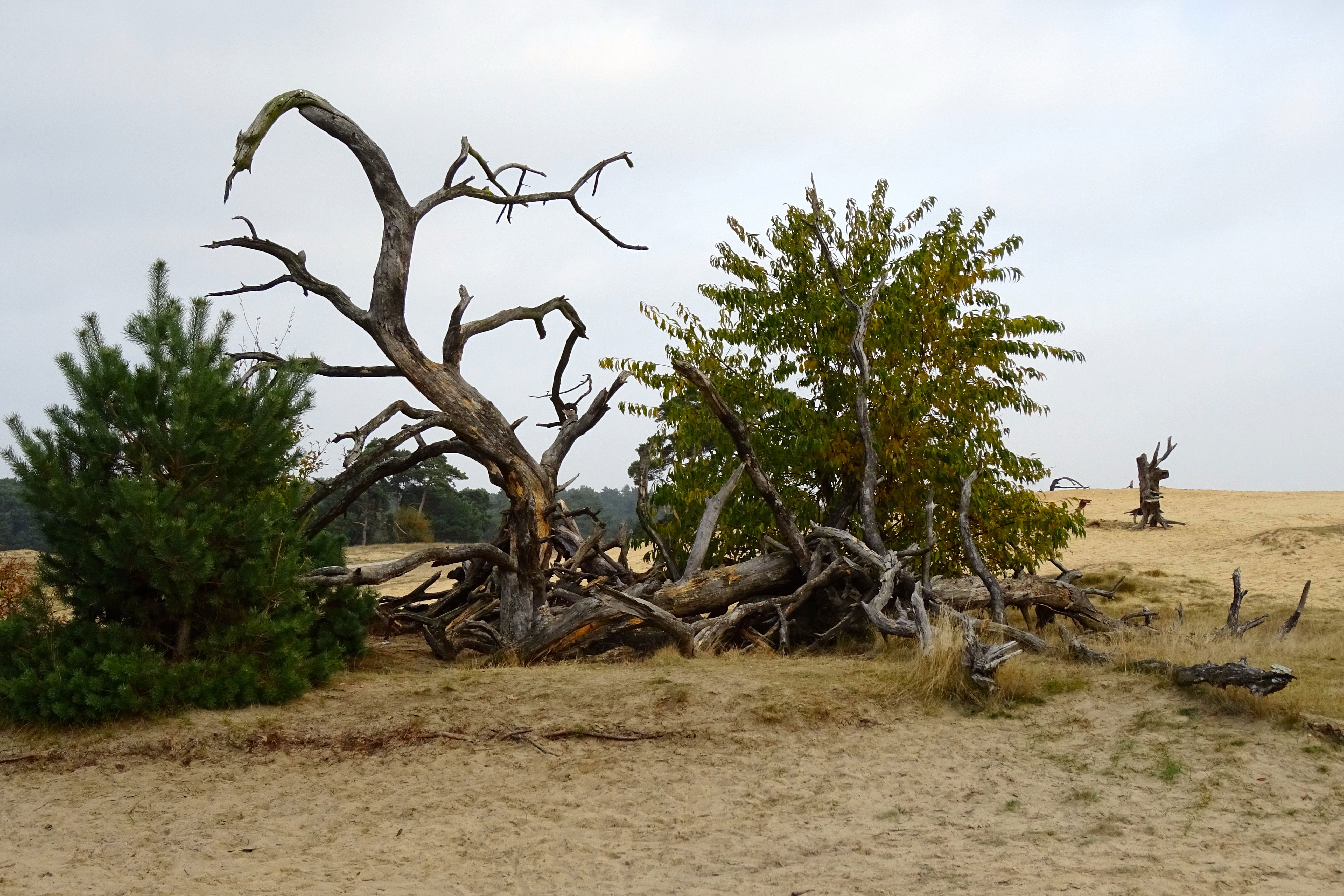
Pins (avec Bois-mort)
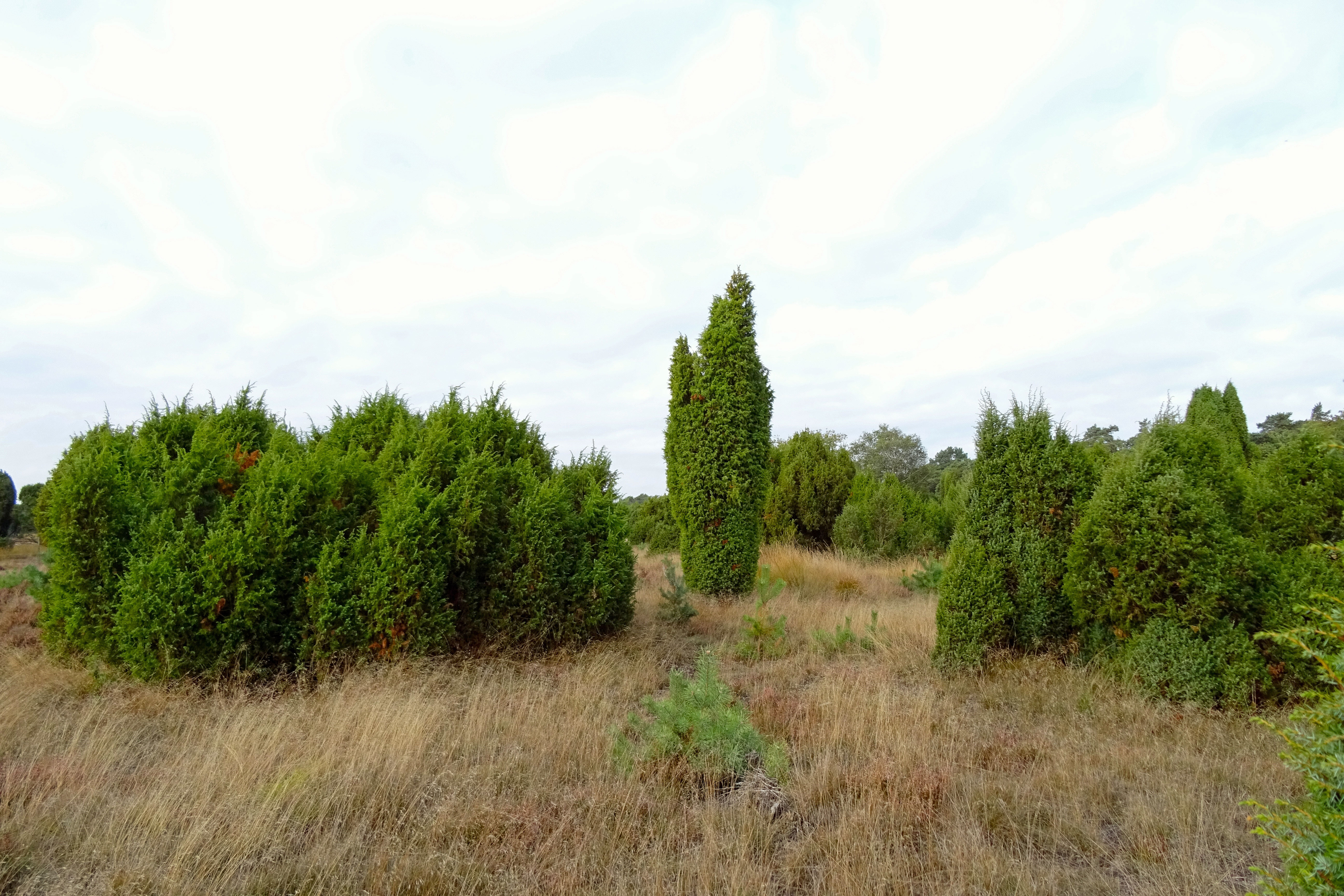
Genévrier
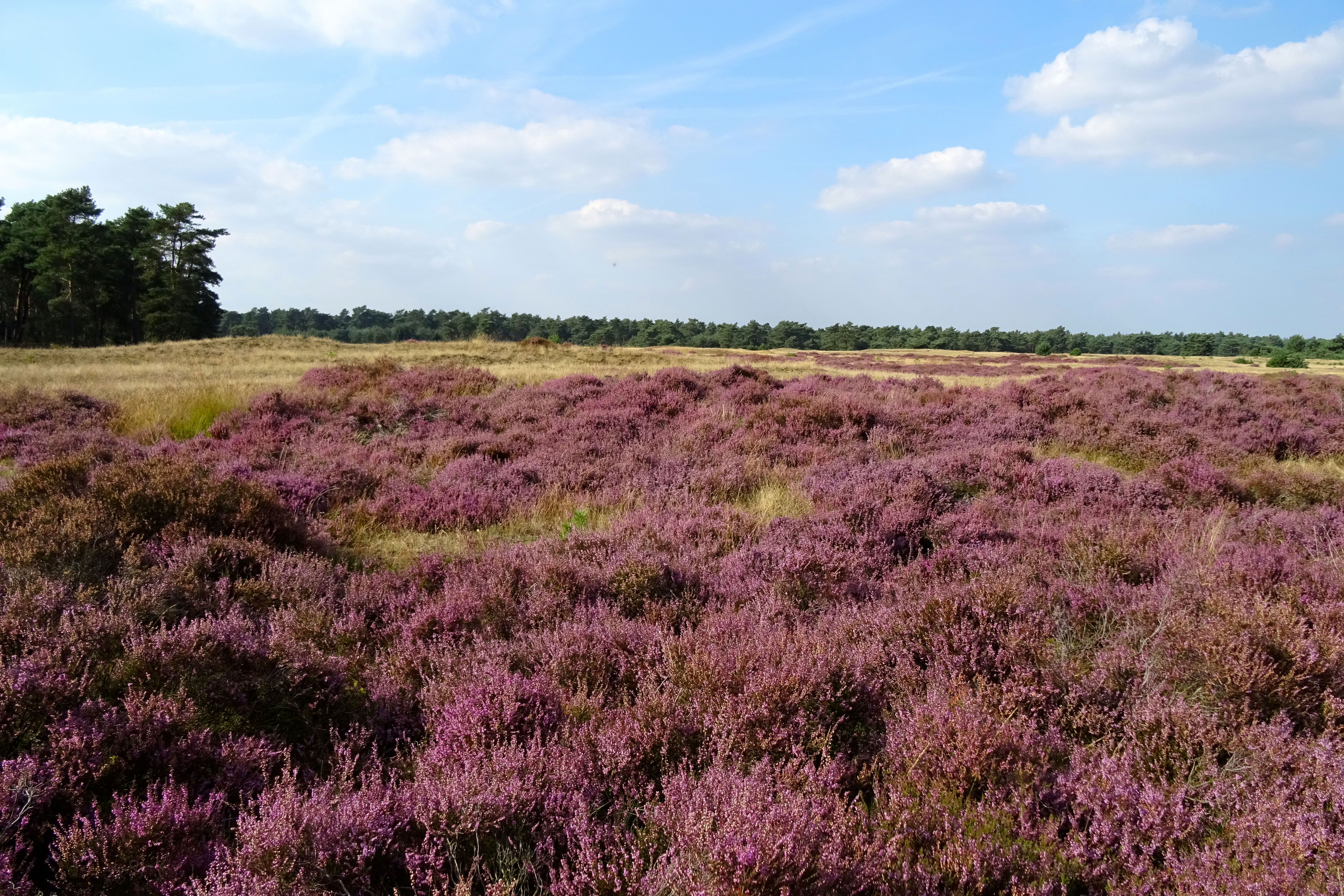
Tapis de Bruyère (Calluna vulgaris)

### Bâtiments

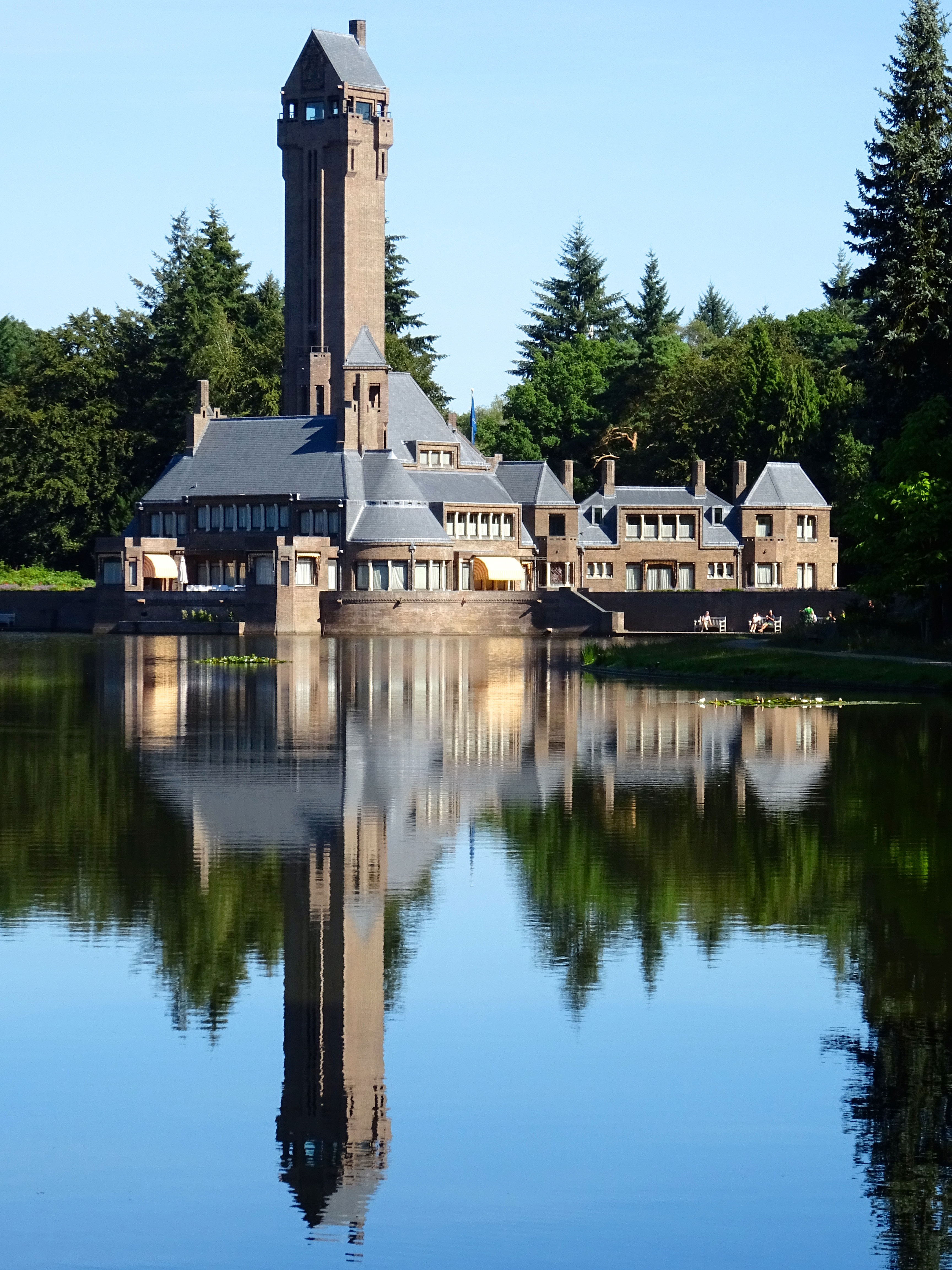
Ancien relais de chasse Saint-Hubert
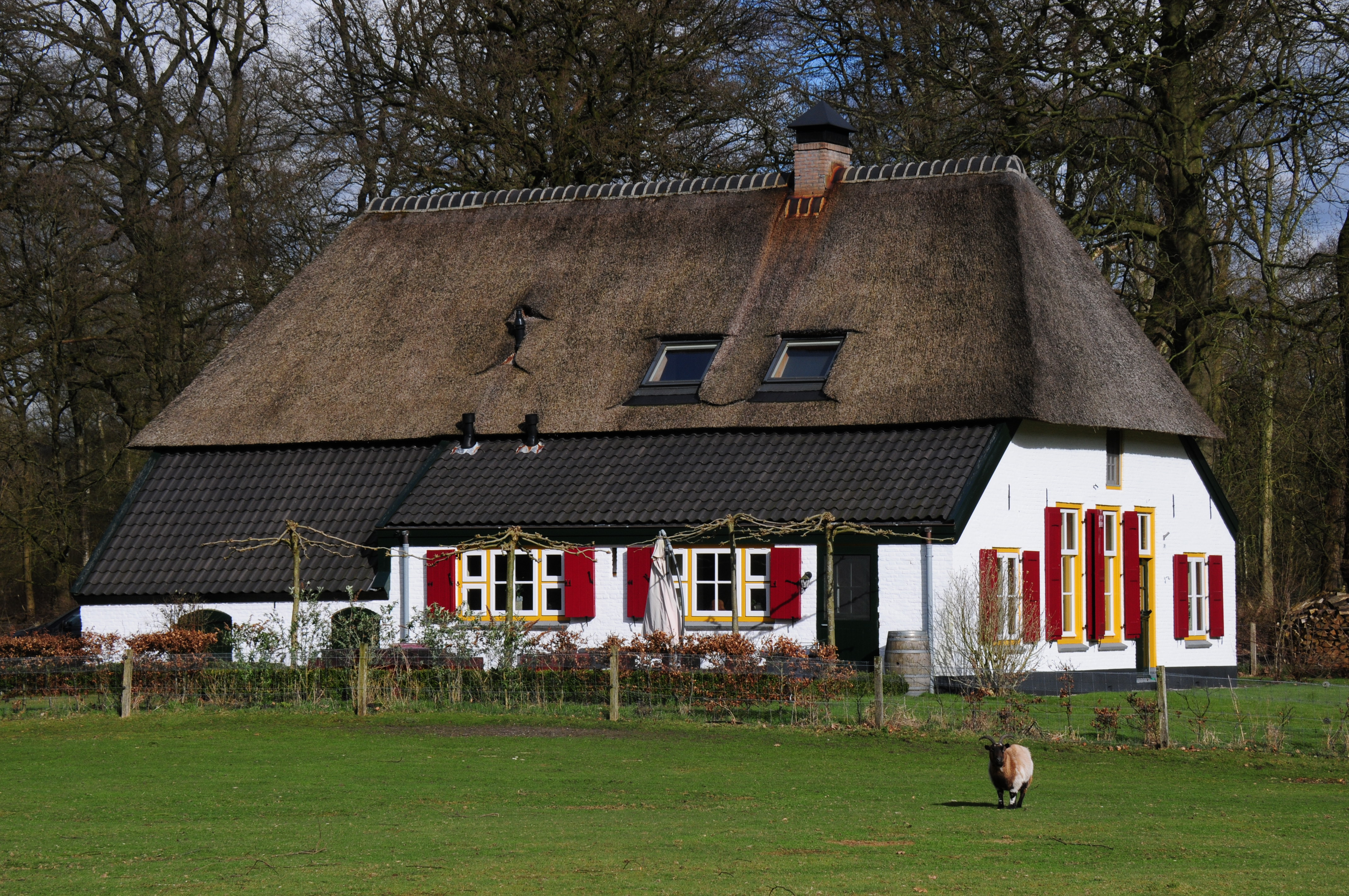
Ferme dite "Everwijnserf"